# یاسوهیکو نیمورا
یاسوهیکو نیمورا (انگلیسی: Yasuhiko Niimura؛ زادهٔ ۱۱ مهٔ ۱۹۷۰) بازیکن فوتبال اهل ژاپن است.
از باشگاه‌هایی که در آن بازی کرده‌است می‌توان به باشگاه فوتبال کونسادول ساپورو و باشگاه فوتبال جف یونایتد ایچیهارا چیبا اشاره کرد.